# 欧文斯伯勒
歐文斯伯勒（Owensboro, Kentucky）是美國肯塔基州的一個城市、戴維斯縣縣治。位於該州西部、俄亥俄河南岸。面積48.3平方公里，2006年人口55,525人，是該州第三大城市。
1817年建市，由原來的Yellow Banks 改為 Owensborough （以阿伯拉罕·歐文命名），1893年縮寫成Owensboro。1937年以當地為中心建立了天主教教區。
2006年世界摩托車錦標賽 ( MotoGP )年度冠軍尼基·海登 (Nicky Hayden)便是來自歐文斯伯勒。

## 姐妹城市
- 捷克奧洛穆茨
- 日本日進市